# The Fun Sessions: Tortelvis Sings the Classics
The Fun Sessions: Tortelvis Sings the Classics est un album de Dread Zeppelin, sorti en 1996.

## Titres
| No  | Titre                                       | Auteur                                  | Artiste original             | Durée |
| --- | ------------------------------------------- | --------------------------------------- | ---------------------------- | ----- |
| 1.  | Baba O'Riley                                | Townshend                               | The Who                      | 4:04  |
| 2.  | Sunshine of Your Love                       | Brown, Bruce, Clapton                   | Cream                        | 5:41  |
| 3.  | Born on the Bayou                           | Fogerty                                 | Creedence Clearwater Revival | 4:20  |
| 4.  | Light My Fire                               | The Doors                               | The Doors                    | 4:28  |
| 5.  | Smoke on the Water                          | Blackmore, Gillan, Glover, Paice, Lord  | Deep Purple                  | 5:17  |
| 6.  | Free Bird                                   | Collins, VanZant, Dutchess              | Lynyrd Skynyrd               | 4:19  |
| 7.  | Feel Like Making Love                       | Rodgers, Ralphs                         | Bad Company                  | 4:19  |
| 8.  | BBWAGS                                      | Putman, Tortell, Jonhson, Burke, Boerin |                              | 3:58  |
| 9.  | Suite: Judy Blue Eyes                       | Stills                                  | Crosby, Stills & Nash        | 7:06  |
| 10. | Golden Slumbers, Carry That Weight, The End | Lennon, McCartney                       | The Beatles                  | 5:31  |